# Yamaha Fazer
Pour les articles homonymes, voir Fazer.
La Fazer est un modèle de moto issu du catalogue du constructeur nippon Yamaha.

Avant d'être un roadster caréné dont le succès commercial ne se dément pas, la première Fazer jouait plutôt dans la catégorie custom. Les motos de la série Fazer sont équipées de moteurs quatre cylindres en ligne quatre temps refroidis par eau.

## FZ 400 Fazer

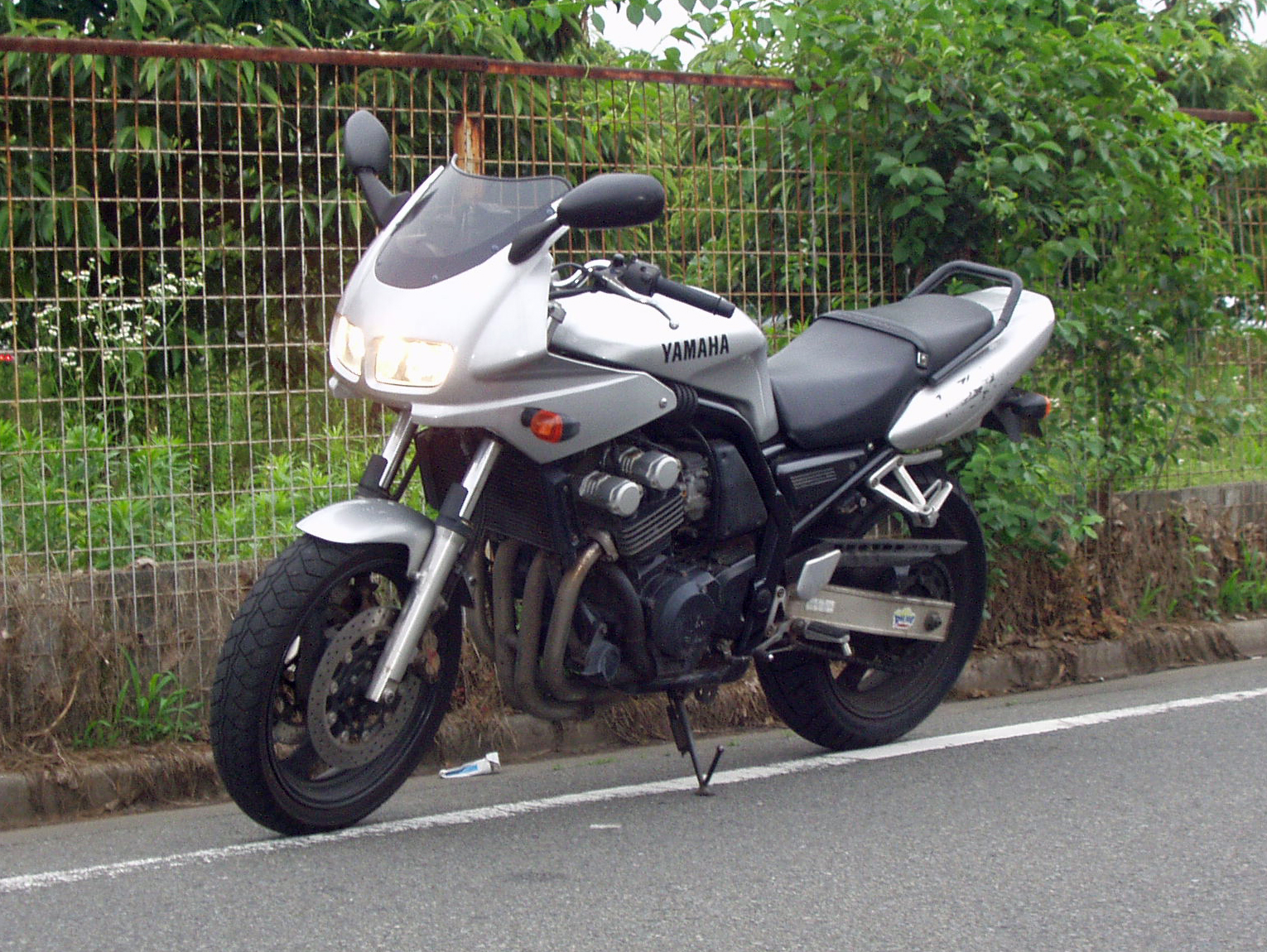
400 Fazer

La 400 Fazer est surtout diffusée au Japon, où la législation est plus contraignante pour les machines de grosse cylindrée.

## FZX 750 Fazer
La 750 Fazer est certainement la moins connue de la série Fazer. Elle est apparue en 1986, comme une alternative plus sage à la légendaire 1200 VMax. Elle sera d'ailleurs souvent citée sous le sobriquet "petite V-Max".[réf. nécessaire] 

Néanmoins, elle dispose d'une motorisation très moderne, avec le moteur de la FZ 750 Genesis et sa célèbre culasse à vingt soupapes (cinq soupapes par cylindre). Elle offre 89 chevaux DIN à 9 500 tr/min, pour un peu plus de 200 kg.

Côté freinage, cette motocyclette semble bien équipée avec un double disque à l'avant et un simple disque à l'arrière, mais l'efficacité du système est considérée moyenne par les utilisateurs.[réf. nécessaire] 

Appartenant plutôt à la catégorie custom du fait de sa position de conduite, elle est en fait un réel précurseur de la catégorie des roadsters en Europe.[réf. nécessaire]

Le tableau de bord est simplifié au maximum (compte-tours et tachymètre uniquement) et les indicateurs sont ramenés sur le réservoir d'essence (témoins de point mort, huile...). On trouve des chromes, sur les écopes de radiateur (en métal sur la partie haute et en plastique le long des carburateurs) et les échappements, la peinture deux-tons (teintes différentes entre le réservoir et les côtés).
Le comportement routier reste perfectible et cantonne le FZX 750 Fazer à la balade plutôt qu'à la conduite sportive. En effet, les suspensions et le châssis ont du mal à encaisser la puissance du quatre cylindres.
Elle reste au catalogue jusqu'en 1998, année pendant laquelle une autre Fazer apparaît, avec une philosophie légèrement différente.

## FZS 600 Fazer
La 600 Fazer apparaît en 1998 sous le nom de FZS pour contrer la 600 Bandit et pour offrir une alternative plaisante à la Diversion. La première version, produite jusqu'en 2002, utilise le bloc-moteur de la sportive Thundercat. D'une puissance de 95 chevaux pour une cylindrée de 599 cm3, elle offre une polyvalence appréciée, aussi apte à rouler quotidiennement dans la circulation urbaine, qu'à avaler des kilomètres, le tout dans un relatif confort. Elle adopte également le système de freinage de la R1.
En 2000, elle est légèrement remaniée. Elle offre globalement plus d'agrément au quotidien. La selle passager est plus confortable, les reposes-pieds sont placés plus bas et le réservoir passe de 18 à 20 litres de capacité.
Elle évolue encore en 2002, adoptant, entre autres, un carénage tête de fourche semblable à celui de la 1000 Fazer, apparue un an auparavant. Le réservoir gagne 2 litres, permettant d'envisager sereinement les longues étapes.

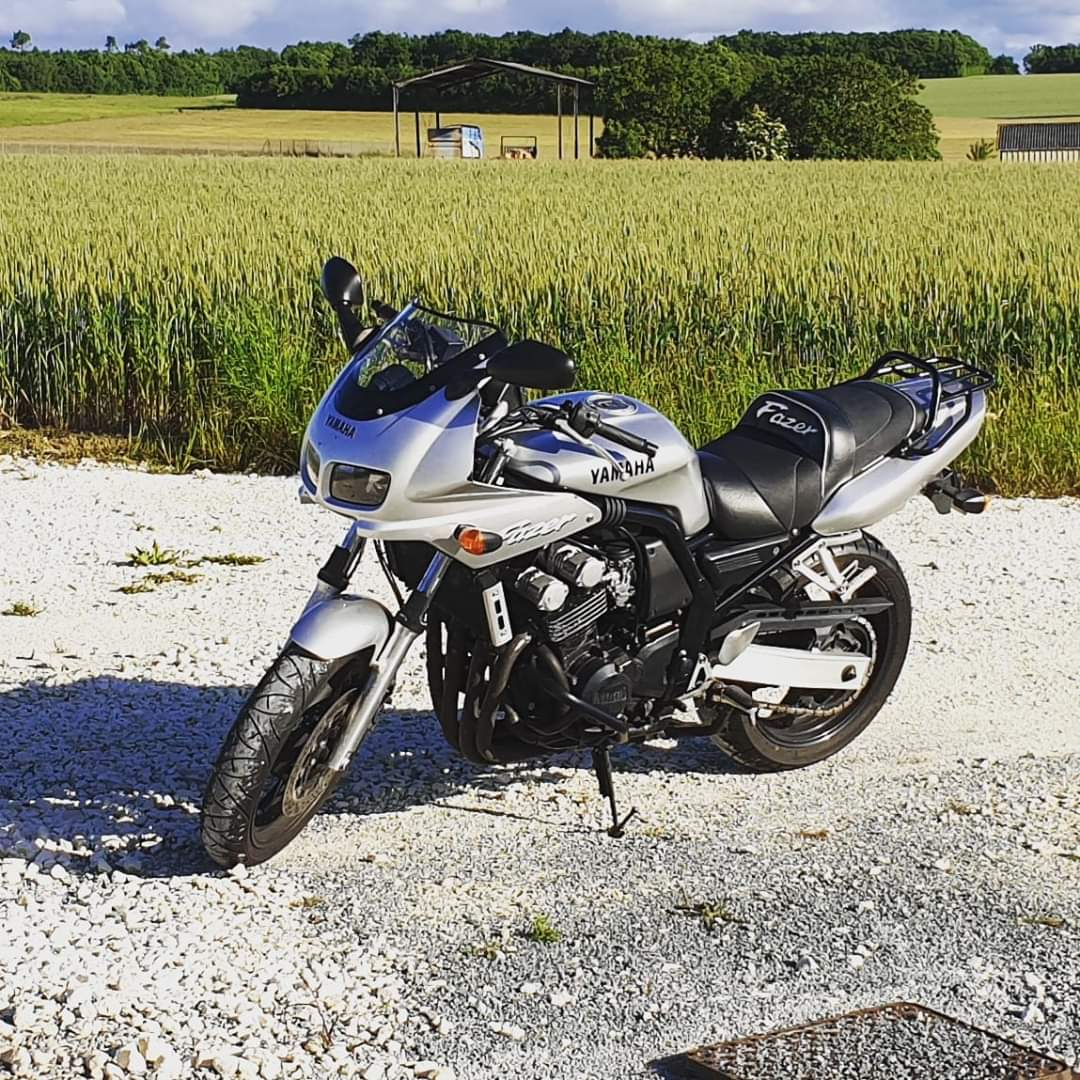
FZS 600 modèle 1999.
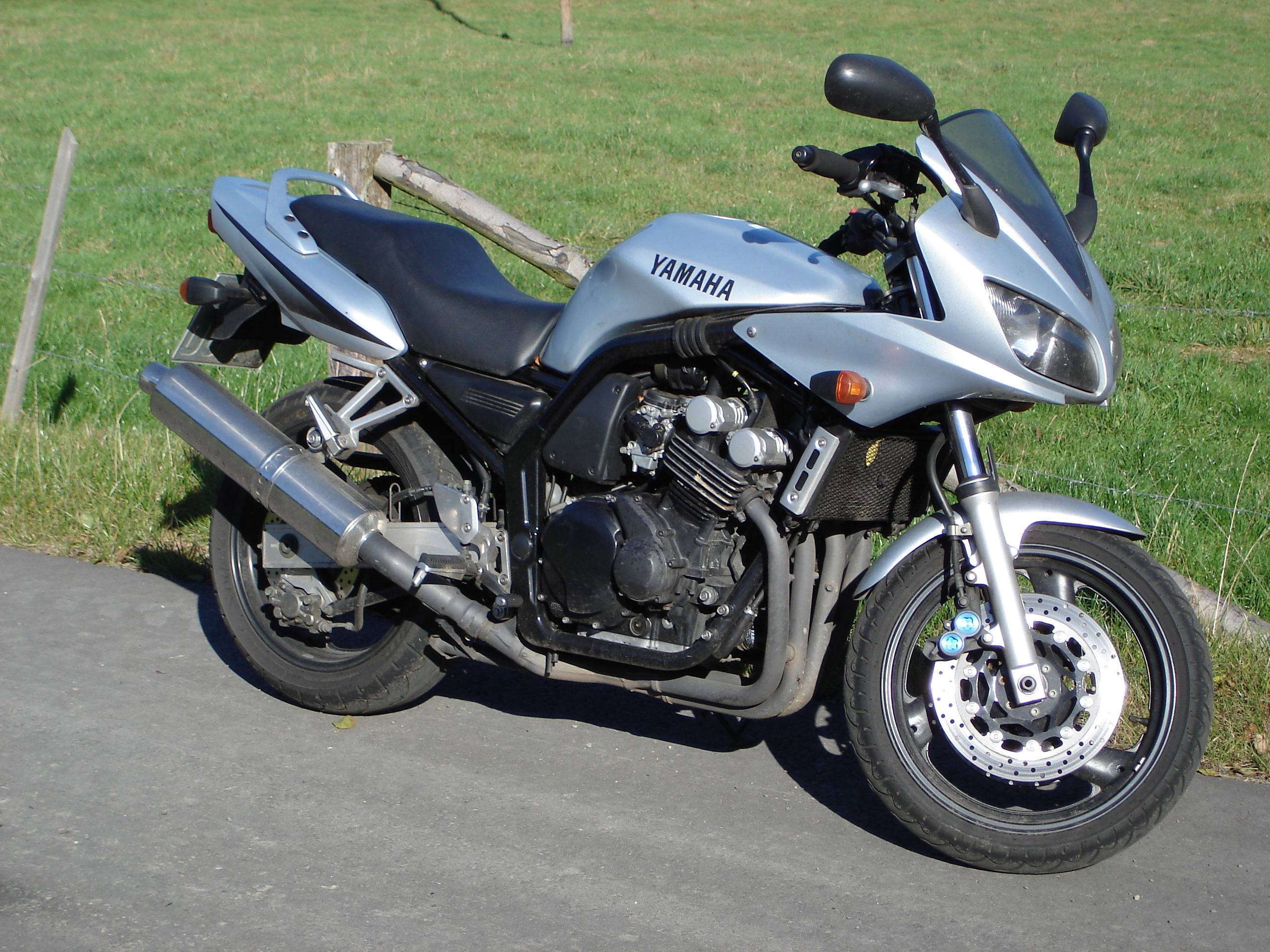
600 Fazer modèle 2002.
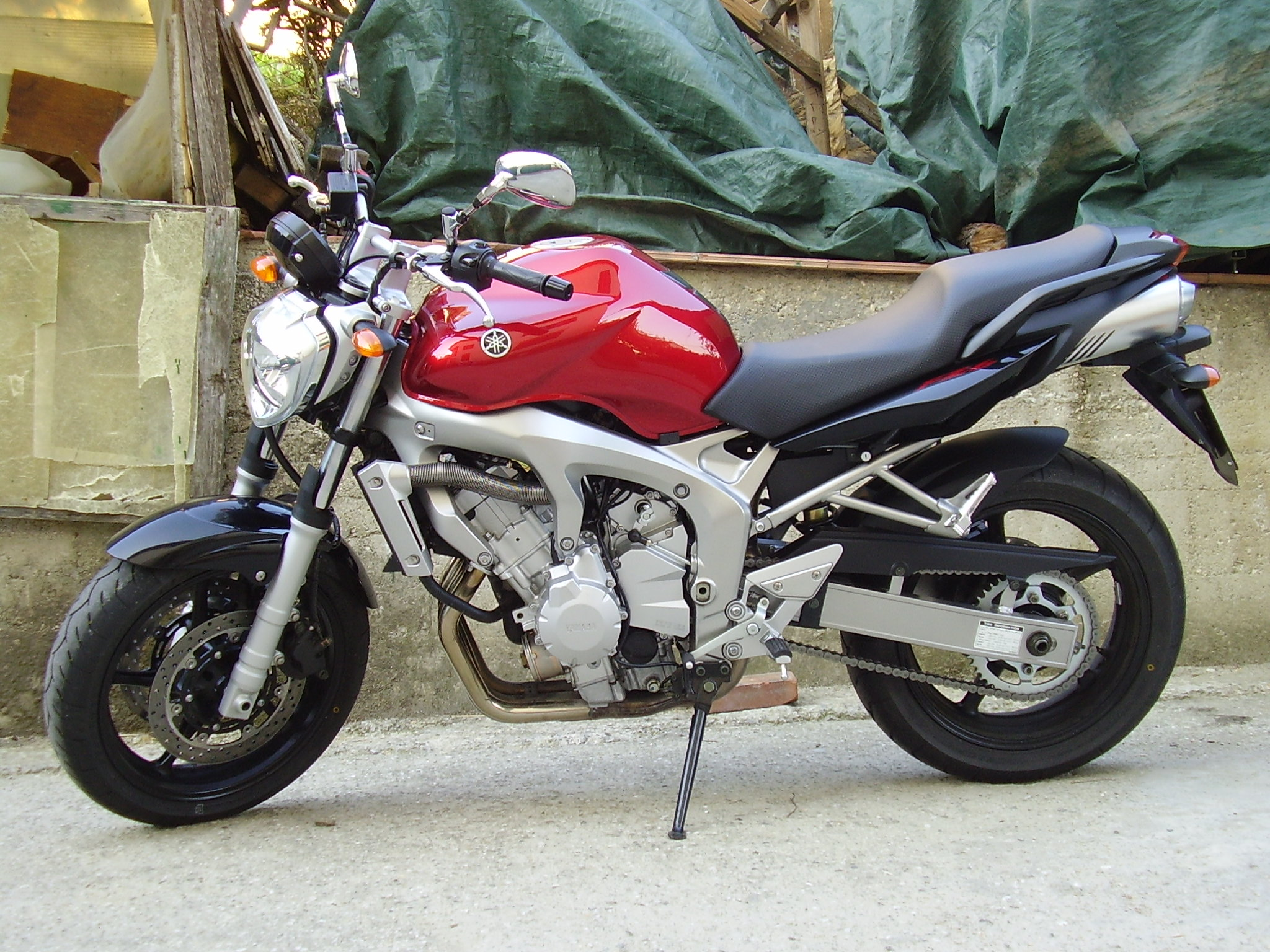
600 FZ6 modèle 2005.
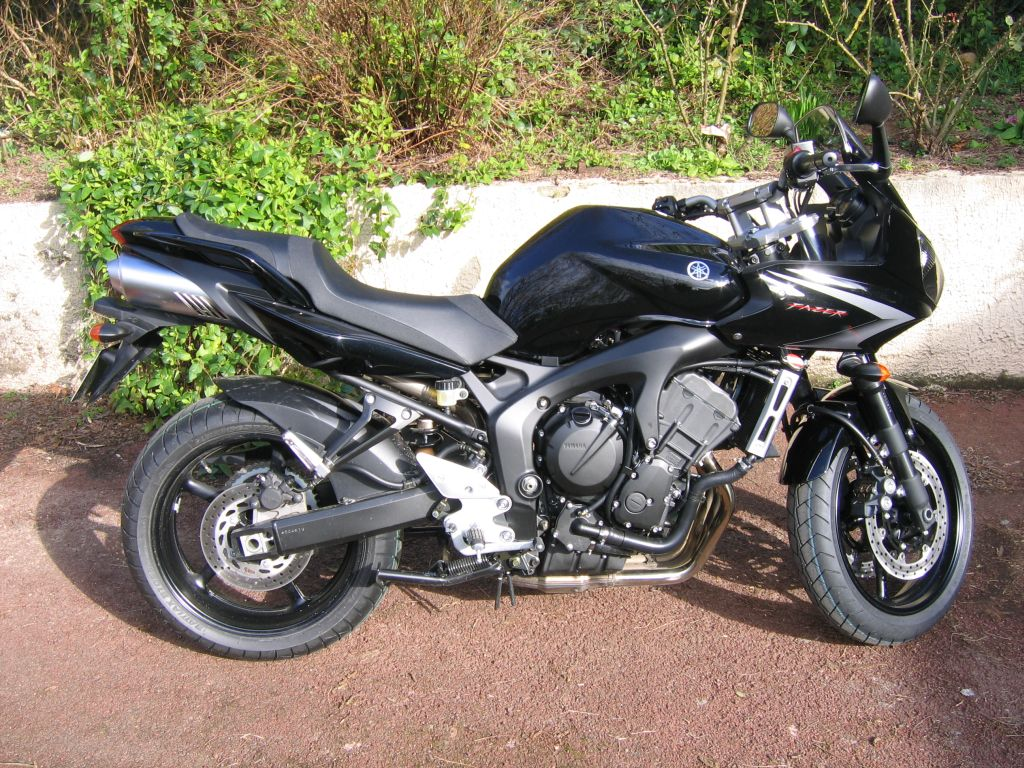
FZ6 Fazer S2 modèle 2007.

## FZ6 Fazer
La Fazer est revue en profondeur pour 2004. Elle change tout d'abord de nom. Ce n'est plus un modèle à part entière, mais une version de la FZ6 Naked agrémentée d'une tête de fourche. Sa vocation est légèrement différente. Si la première 600 Fazer se battait contre les roadsters « sages », sa remplaçante s'attaque aux roadsters sportifs, avec en ligne de mire la Honda 600 Hornet. Elle hérite du moteur de la R6 dégonflé pour revendiquer 98 chevaux. Le cadre n'est plus un double berceau, mais un cadre périmétrique en aluminium.
Le millésime 2007 est remanié. La puissance est ramenée à 78 chevaux. Parallèlement, Yamaha propose une version plus sportive de 98 chevaux, appelée S2. Le bras oscillant est remplacé par un élément hexagonal en aluminium et la cartographie d'injection est étudiée pour offrir plus de couple à mi-régime.

Le carénage tête de fourche de la Fazer est redessiné, ainsi que la selle. De plus, ce modèle intègre l'instrumentation de la FZ1.
L'acheteur a donc le choix entre quatre modèles différents : la FZ6, la FZ6 Fazer, la FZ6 S2 et la FZ6 Fazer S2. Seule la FZ6 Fazer S2 peut être équipée de l'ABS.
Les différentes déclinaisons de la 600 Fazer peuvent être considérées comme des best-sellers, les chiffres de vente occupant souvent la tête des tableaux de statistiques.
L'arrivée de la XJ6 en 2009 évince la FZ6 du catalogue

## FZ8 et Fazer 800 (FZ8S)
Arrivée en 2010 sur le marché des roadsters "mid-size" (moyenne cylindrée), le segment le plus porteur en France, la Yamaha Fz8 remplace le précédent modèle Fz6. Elle doit faire face au best-seller de Kawasaki depuis 2005, la Kawasaki Z750. Un châssis rigoureux et un poids relativement facile à amener en courbe permettent à la FZ8 d'être un roadster docile malgré son gabarit.
Le modèle caréné est baptisé Fazer 800. Elles seront toutes deux commercialisées en Europe, aux États-Unis, en Nouvelle-Zélande, en Australie et au Canada. Elles seront remplacées par la MT07/09 à partir de 2015.

### Évolutions
En 2013, Yamaha décide de faire évoluer, pour la partie cycle, la Fazer en proposant de nouvelles suspensions, avant et arrière, réglables et d’un nouveau silencieux. Ces derniers constituaient les éléments les plus critiqués lors de l'apparition du modèle en 2010. Les amortisseurs relativement mous pouvaient limiter l'utilisation sportive de la FZ8 et affecter sa garde au sol.
L’esthétisme est aussi modifié puisque l'on observe de nouveaux clignotants translucides et une selle pourvue d'un nouveau revêtement antidérapant.
De nouveaux coloris sont proposés pour ce millésime : Race Blu, Midnight Black, Competition White, Matt Grey.

### Mécanique
Cette version de 779 cm3 est dérivée de son aînée Fz1 de 1 000 cm3 dont elle récupère le cadre, le bras oscillant et le feu arrière.
Le cadre périmétrique (Deltabox) est en aluminium, le moteur de type 4 cylindres de 16 soupapes (contre 20 soupapes chez son aînée) totalise 106 chevaux.
Elle dispose d'une fourche inversée pour l'avant et d'un mono amortisseur pour l'arrière. Le réservoir contient 17 litres d'essence.
Pour le freinage, celle-ci a droit à 2 disques de 310 mm à l'avant et d'un disque de 267 mm à l'arrière. L'ABS est disponible en option, ajoutant un surplus de poids de 5 kg.

## FZS 1000 Fazer

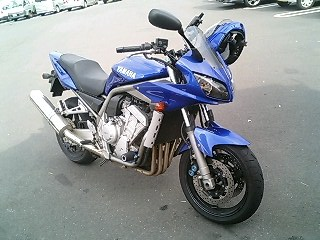
FZS Fazer

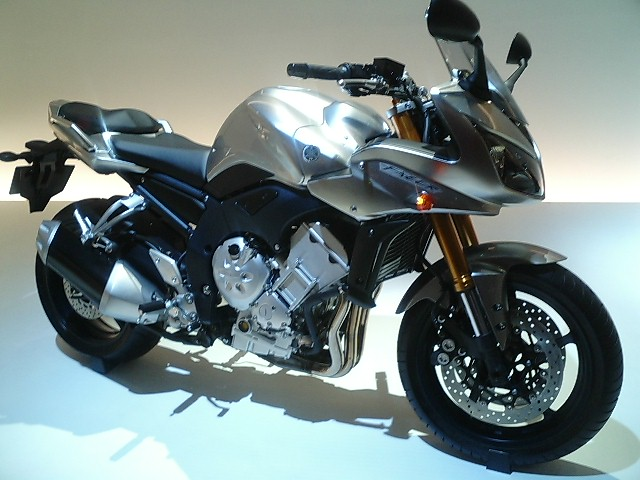
FZ1 Fazer

D'une puissance de 142 chevaux (en version libre) tirée du bloc-moteur de la R1 pour une cylindrée de 998 cm3, la FZS 1000 Fazer propose en 2001 de solides armes pour lutter contre la vieillissante 1200 Bandit. Les freins sont également hérités de la R1. Le cadre reste un double berceau. Elle reprend les éléments qui ont fait le succès de la 600, comme l'agrément de conduite, le confort.
Comme sa petite sœur de 600 cm3, la 1000 Fazer est complètement remaniée en 2005. Elle devient FZ1 Fazer. Elle gagne en sportivité (mais perd en confort et en polyvalence), et joue maintenant contre la Kawasaki Z1000. Son moteur provient toujours de la R1, mais du modèle 2005, délivrant 150 chevaux. Le cadre évolue vers un modèle périmétrique en aluminium.
Le FZ1 Yamaha est proposé en deux versions : routière ou roadster. La version routière pèse 199 kg à sec et le roadster 194 kg. Les deux versions sont proposées avec un système ABS en option qui augmente le poids de 6 kg.
Les modèles FZ1 N (roadster) et FZ1 Fazer (version carénée) ne sont plus proposés au catalogue Yamaha depuis 2015.